# 74e Rue
La 74e Rue (« 74th Street » en anglais) est une rue de New York, aux États-Unis.

## Situation et accès
Cette voie de Manhattan est en deux parties, séparées par Central Park : 74th Street East et 74th Street West.
La 74e Rue va de l'Upper East Side à l'Upper West Side, de chaque côté de Central Park.
On y trouve en particulier le Consulat général de France (Cinquième Avenue), l'église Church of the Resurrection (en), et le Beacon Theatre. Le célèbre immeuble San Remo commence sur Central Park West au croisement de la 74e et Central Park, formant un « bloc » jusqu'à la 75e Rue.

## Origine du nom
La 74e Rue, tire son nom tout simplement de sa position dans le plan en damier de Manhattan établi en 1811. 
Le chiffre « 74 » indique sa position dans la grille est-ouest, entre la 73e et la 75e Rue.

## Historique
En 1639, la scierie de Sawkill (en) se trouvait à l'angle de la 74e Rue Est et de la Deuxième Avenue, dans le village néerlandais de New Amsterdam, où des ouvriers africains réduits en esclavage coupaient du bois.
Elle a été définie dans le Commissioners' Plan de 1811.

## Bâtiments remarquables et lieux de mémoire
- Yul Brynner, acteur, habitait au 151 East [1]
- Marc Chagall, artiste, habitait au 4 East
- Walker Evans, photographe, habitait au 112 East [2]
- Henry Fonda, acteur, habitait au 151 East
- John Giorno, poète, habitait au 255 East [3]
- Michael Jackson, chanteur, habitait au 4 East
- Myrna Loy, actrice, habitait au 23 East [4]
- Bernard Madoff, investisseur, habitait au 433 East
- Jacqueline Kennedy Onassis, femme du président Kennedy, habitait au 125 East
- Dorothy Parker, poète, habitait au 23 East[5]
- Eleanor Roosevelt, femme du président Roosvelt, habitait au 55 East
- Woody Allen, réalisateur, habite au 930 Cinquième Avenue/74th Street [6]
- Harry Belafonte, acteur et auteur, au 300 West

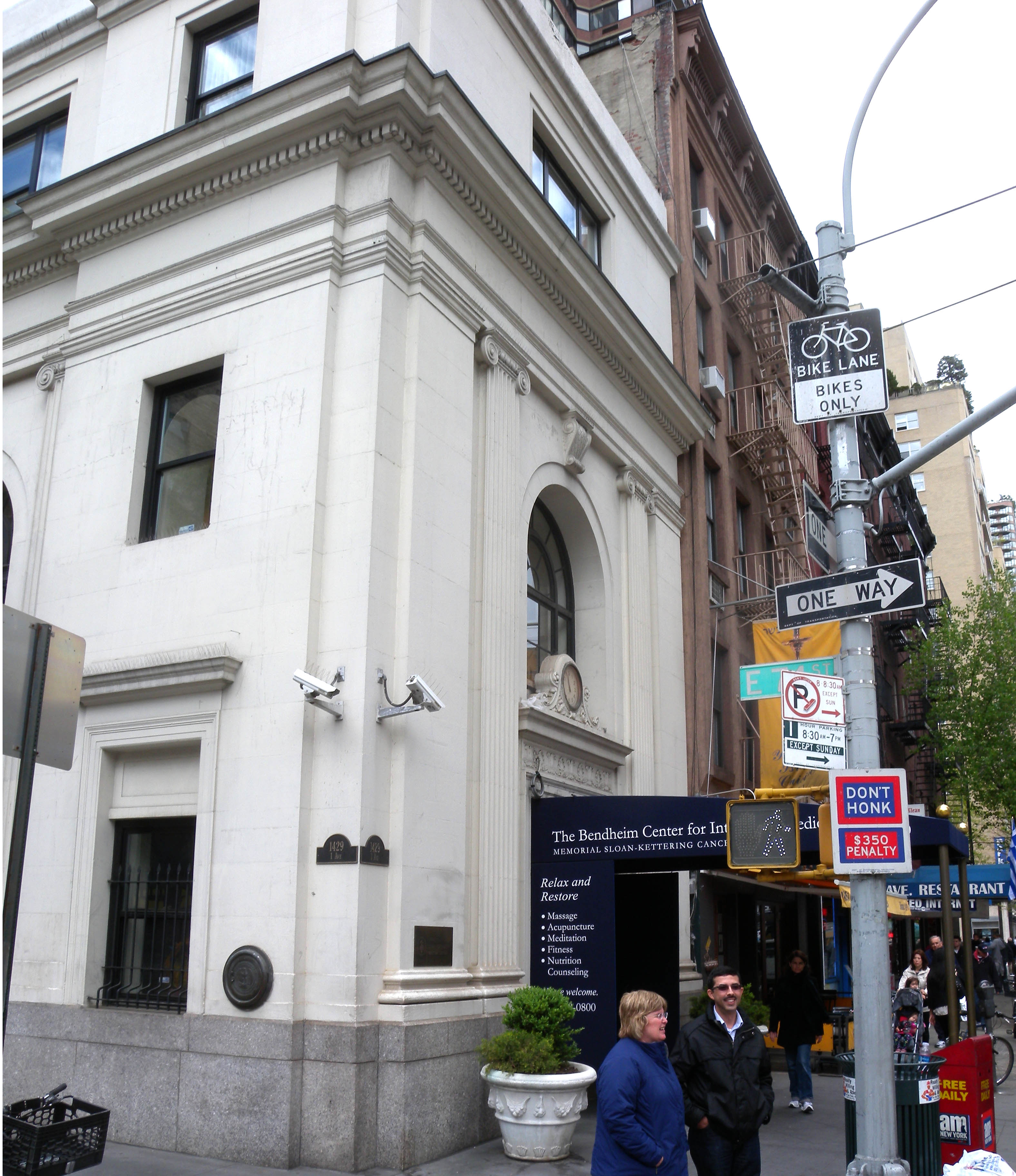
Memorial Sloan-Kettering.
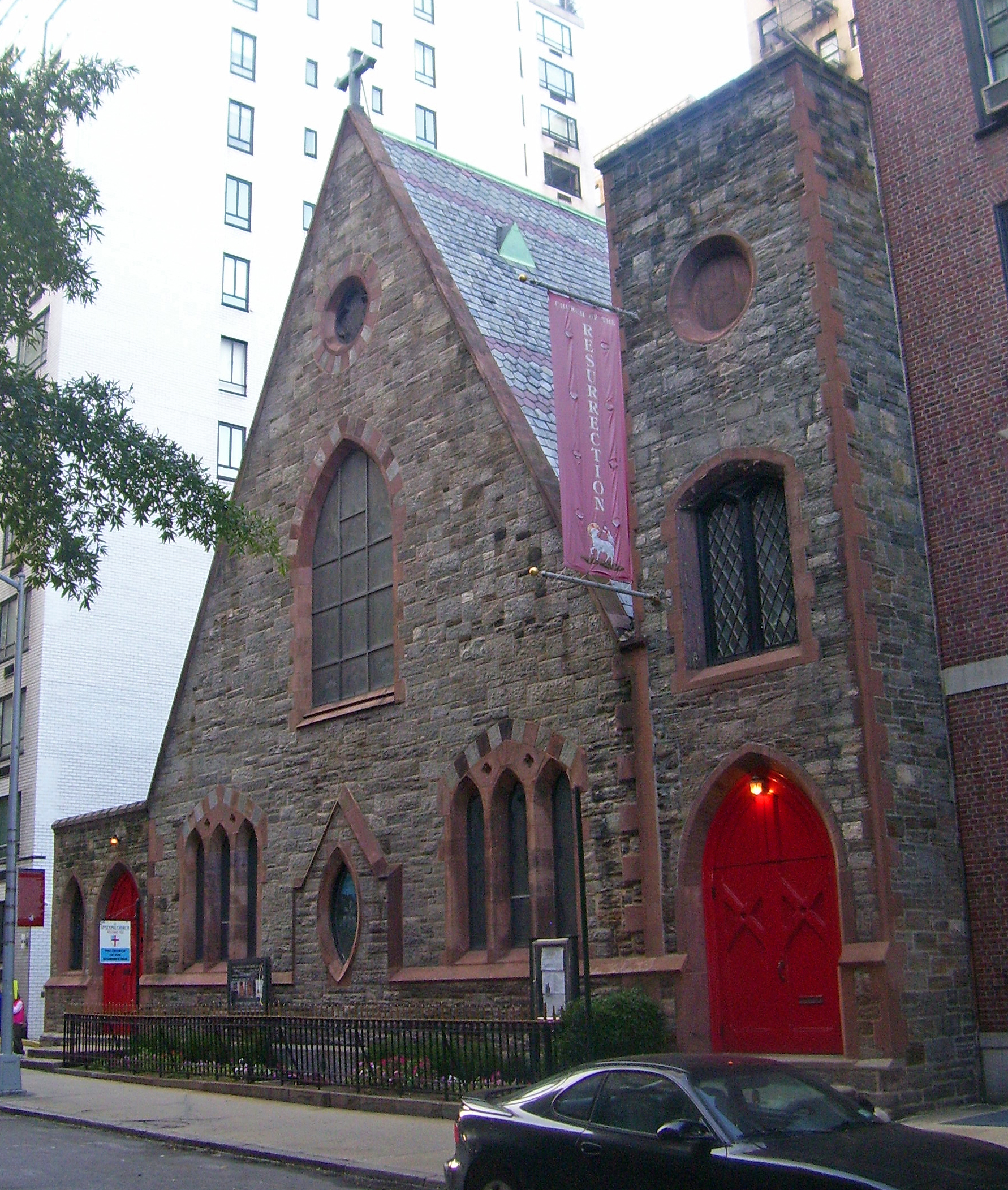
Church of the Resurrection.
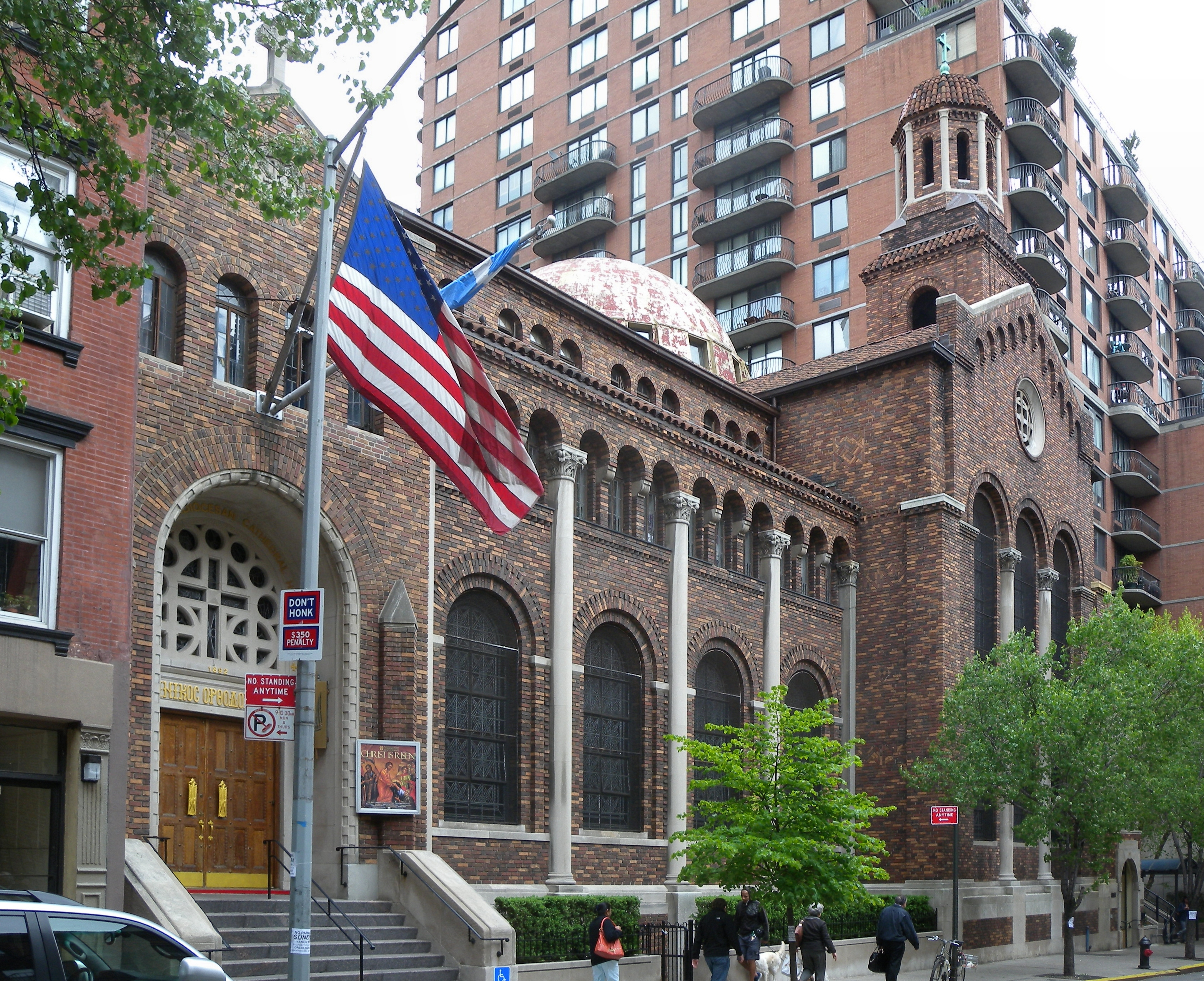
Cathédrale de la Trinité.